# 浙贛作戦
浙贛作戦（せっかんさくせん）は、太平洋戦争中の1942年（昭和17年）4月から8月まで中華民国の浙江省、江西省などで行われた日本軍の作戦。

## 背景
1942年（昭和17年）4月18日、アメリカ海軍航空母艦ホーネットより飛び立ったジミー・ドーリットル陸軍中佐を指揮官とするB-25双発爆撃機ミッチェル16機によって日本本土への空襲が行われた（ドーリットル空襲）。空襲後、16機のうち1機はソ連のウラジオストクに向かったが、その他は全て中国に向かった。これにより、大本営は空母より発艦した米軍の爆撃機の着陸地となる中国の飛行場を占領又は破壊しようと考えた。

## 参加兵力
- 第1飛行団
- 飛行第62戦隊
- 飛行第90戦隊

## 経過
浙贛作戦のうち、航空機による攻撃は「せ」号航空作戦という。もともと中国にいた第1飛行団を中心とし、さらに南方軍から爆撃機部隊である飛行第62戦隊と飛行第90戦隊を加え4月29日より航空機による攻撃が開始された。攻撃目標は浙江省麗水と衢州、江西省玉山、福建省建甌などの中国の飛行場である。
作戦中、日本軍はクレア・リー・シェンノート率いるアメリカ合衆国義勇軍フライング・タイガースのP-40やB-25と交戦を重ねて8月に「せ」号航空作戦は終了。同時に行われていた地上兵力による上記飛行場付近一帯の占領と破壊も行われ、浙江省の要地を占領し麗水、衢州、玉山の飛行場と浙贛線の線路の一部も破壊して使用不能にし、浙贛作戦は終了した。

## 結果
作戦は一応成功したが、これによって支那派遣軍による重慶侵攻作戦（四川作戦）は大幅に遅れた。9月に準備命令が出たころには南方戦線に航空兵力をまわさなければならなくなってしまい、結局11月には重慶侵攻作戦は中止されてしまった。